# Valle de Valdelaguna
Valle de Valdelaguna là một đô thị trong tỉnh Burgos, Castile và León, Tây Ban Nha.